# إدواردو كاباييرو كالديرون
إدواردو كاباييرو كالديرون (بالإسبانية: Eduardo Caballero Calderón)‏ هو صحفي وكاتب ودبلوماسي كولومبي، ولد في 6 مارس 1910 في بوغوتا في كولومبيا، وتوفي بنفس المكان في 3 أبريل 1993.